# Kołarowo (obwód Silistra)
Kołarowo (bułg. Коларово) – wieś w północnej Bułgarii, w obwodzie Silistra, w gminie Gławinica.